# Vyngapoer
De Vyngapoer (Russisch: Вынгапур) is een rivier in het autonome district Jamalië van de Russische oblast Tjoemen en een zijrivier van de Pjakoepoer (stroomgebied van de Poer). De rivier ontstaat op de noordelijke hellingen van de Siberische heuvelrug en loopt over moerassig laaglandgebied om uiteindelijk in de Pjakoepoer te stromen. De belangrijkste zijrivier is de Vyngajacha.